# Nordenham
Nordenham er den største bykommune i Landkreis Wesermarsch i den tyske delstat Niedersachsen. Den ligger i den nordøstlige del af landkreisen og er en del af Metropolregion Nordwest.

## Geografi
Nordenham ligger på vestbredden af floden Weser ved dennes udmunding i Nordsøen. På den modsatte bred ligger storbyen Bremerhaven og mod syd byerne Bremen og Oldenburg. De omliggende områder består af marskland.

### Inddeling
I kommunen ligger ud over Nordenham 35 bydele, landsbyer og bebyggelser: Abbehausen, Abbehauser Groden, Abbehauser Hörne, Abbehauserwisch, Atens, Atenserfeld, Blexen, Blexersande, Blexerwurp, Bulterweg, Butterburg, Einswarden, Ellwürden, Enjebuhr, Esenshamm, Esenshammer Altendeich, Esenshammer Oberdeich, Esenshammergroden, Friedrich-August-Hütte, Grebswarden, Großensiel, Havendorf, Heering, Hoffe, Kloster, Moorseersand, Oberdeich, Phiesewarden, Rahden, Sarve, Schockumerdeich, Schweewarden, Schütting, Tettens, Treuenfeld, Volkers.
Zum Stadtgebiet gehören auch die beiden Inseln Langlütjen I og Langlütjen II.